# Антандер
Антандер — сиракузький військовий та політичний діяч, брат тирана Агафокла.

## Біографія
Народився у сім'ї гончара в сицилійському місті Терми (наразі Терміні-Імерезе). В подальшому його батько переселився до Сиракуз, де зміг отримати громадянство.
Перша згадка про Антандера датована близько 325 роком до н. е. у зв'язку із походом сиракузців на допомогу грецькому місту Кротон (східне узбережжя півострова Калабрія), котре було взято в облогу бруттіями (італійське плем'я, яке населяло Калабрію). В цілому експедицію очолювали Гераклід та Сострат, тоді як Антандер був одним зі старших офіцерів. Враховуючи, що лише в цьому поході Агафокл за звитягу був наділений рангом хіліарха (тисячника), вважається, що Антандер був його старшим братом, котрий раніше розпочав свою кар'єру.
У 311 р. до н. е. почалась війна Сиракуз (де Агафокл вже встиг стати тираном) із Карфагеном. Зазнавши поразки при Гімері та виявившись обложеним у самих Сиракузах, Агафокл наважився на ризиковану експедицію до Африки, проте корінних володінь ворога. Антандра він залишив керувати Сиракузами, проте наділив не меншими повноваженнями Еримнона Етолійського, що відіграло важливу роль для всього подальшого плину подій. Висадившись у Африці, Агафокл, щоб змусити своїх воїнів думати лише про перемогу, наказав спалити власні кораблі, після чого рушив на ворожу столицю. Карфагеняни підібрали бронзові клюви, які прикрашали носи знищених суден, та відіслали їх на Сицилію до Гамількара, котрий керував облогою Сиракуз. Той продемонстрував сиракузянам зазначені елементи як свідчення повної поразки Агафокла та зажадав капітуляції міста, пообіцявши безпеку прибічникам тирана. Антандер, котрий далеко поступався братові сміливістю та енергійністю, був схильний прийняти пропозицію. Проте Еримнон переконав міську раду триматись, допоки не будуть отримані достовірні відомості щодо подій у Африці. Невдовзі до Сиракуз змогло прорватись посильне судно Агафокла, яке принесло звістку про перемогу останнього та роз'яснило появу в руках карфагенян елементів сицилійських кораблів. Сиракузи продовжили боротись, при цьому у 309 р. до н. е. Гамількар зазнав невдачі при їх штурмі і загинув.
Наприкінці 307 р. до н. е. Агафокл, проти якого у Африці спалахнув солдатський бунт, покинув військо та втік на Сицилію. Бунтівники стратили двох синів сиракузького тирана, котрий у відповідь послав до Сиракуз наказ репресувати рідню воїнів, полишених під Карфагеном. Антандер ретельно виконав наказ брата, влаштувавши страшну різанину.  Братів, батьків, дідів (та навіть прадідів), синів (включно із немовлятами), дружин відвели на берег моря та перебили, полишивши без поховання.
Також, як повідомляє Діодор, Антандер був істориком, проте до наших часів не дійшло якихось уривків із його творів.